# Katsutomo Oshiba
Katsutomo Oshiba (大柴 克友, Oshiba Katsutomo) est un footballeur japonais né le 10 mai 1973.

## Statistiques
par équipe
| By teams       | Season. | MP | GS | Min.  |    |   |
| -------------- | ------- | -- | -- | ----- | -- | - |
| JEF United     | 4       | 92 | 82 | 7067' | 15 | 5 |
| Vegalta Sendai | 2       | 5  | 5  | 389'  | 1  | 1 |

Par compétition
| By competition        | Season. | MP | GS | Min.  |    |   |
| --------------------- | ------- | -- | -- | ----- | -- | - |
| J2 League             | 2       | 5  | 5  | 389'  | 1  | 1 |
| J1 League - 1st Phase | 4       | 42 | 41 | 3515' | 10 | 3 |
| J1 League - 2nd Phase | 4       | 50 | 41 | 3552' | 5  | 2 |